# NGC 1050
NGC 1050 je spirální galaxie s příčkou a galaxie s aktivním jádrem v souhvězdí Persea. Její zdánlivá jasnost je 12,6m a úhlová velikost 1,7′ × 1,1′. Je vzdálená 179 milionů světelných let, průměr má 90 000 světelných let. Galaxii objevil 27. září 1865 Heinrich d'Arrest.